# IAI日本平體育場
IAI日本平體育場（日语：IAIスタジアム日本平），原名為靜岡市清水日本平運動公園球場（英語：Shizuoka-shi Shimizu Nihondaira Sports Park Stadium）是位於日本靜岡縣靜岡市清水區的一座專用足球場，可以容納20,248 人，自1992年以來一直日職聯球隊清水心跳的主場。
2008年10月，靜岡市與清水心跳聯手合作經營冠名權業務，同年11月，當時總部設在靜岡市駿河區的人力派遣公司Outsourcing獲得冠名權，由2009年3月1日起買下球場4年冠名權，並命名為「Outsourcing日本平體育場」（アウトソーシングスタジアム日本平）。2013年2月8日，總部位於靜岡市清水區的工業機器人製造商「IAI」（日语：アイエイアイ）買下球場5年冠名權，由2013年3月1日開始命名為「IAI日本平體育場」。2018年2月27日，冠名權續約至2023年，每年金額為3,000萬日圓。

## 圖集

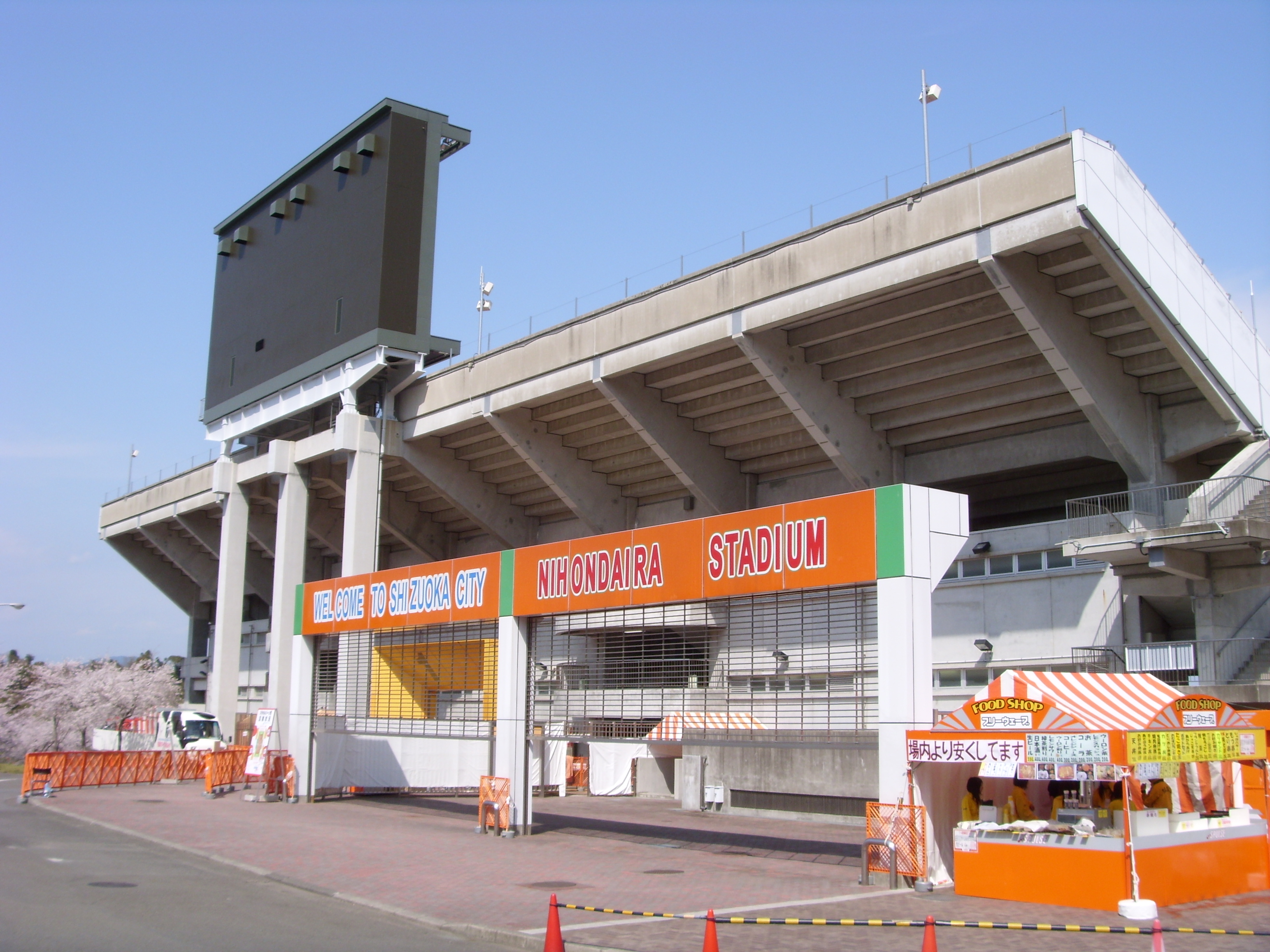
西看台球場門口 （2008年）
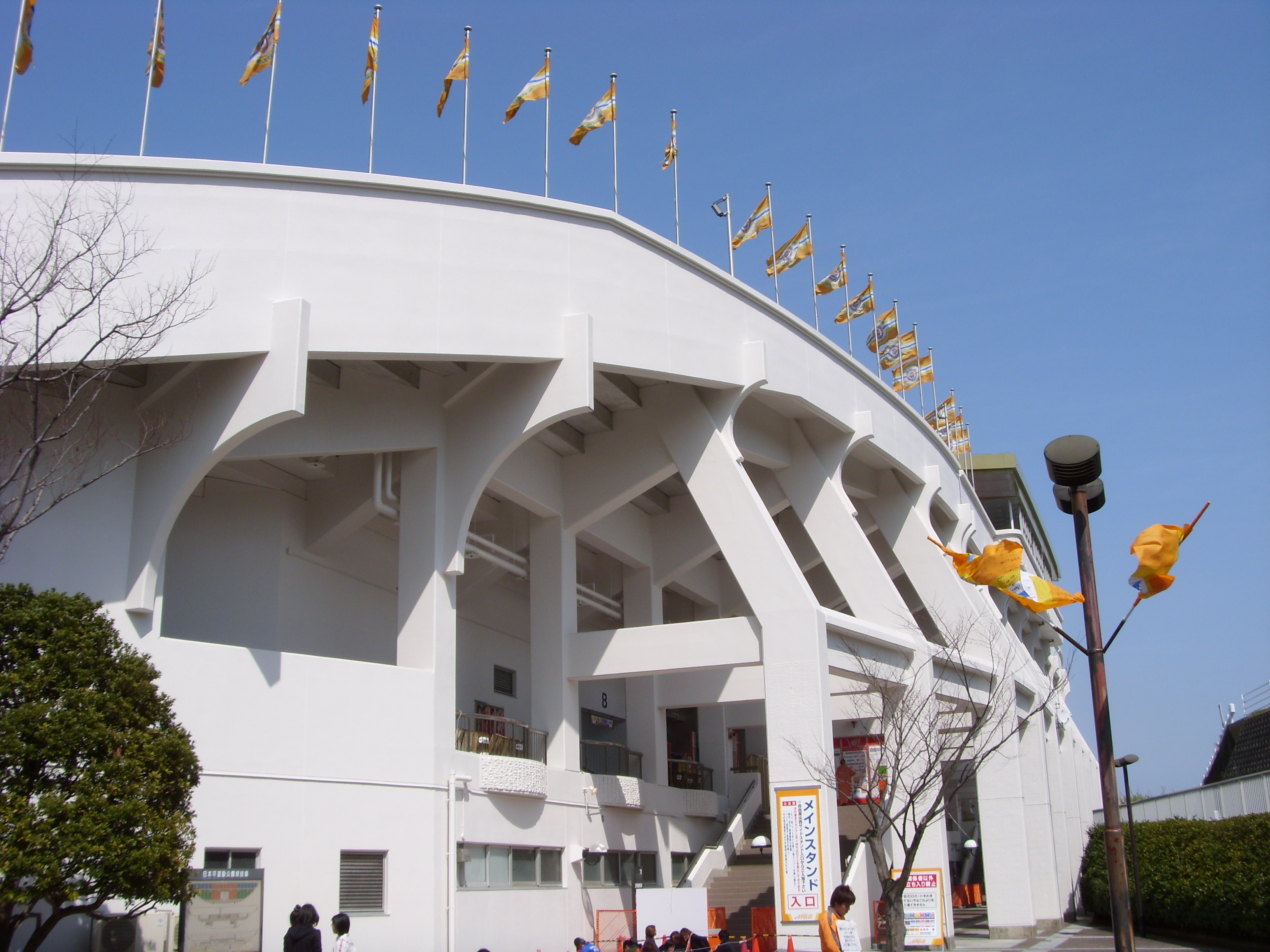
主看台入口附近 （2008年）
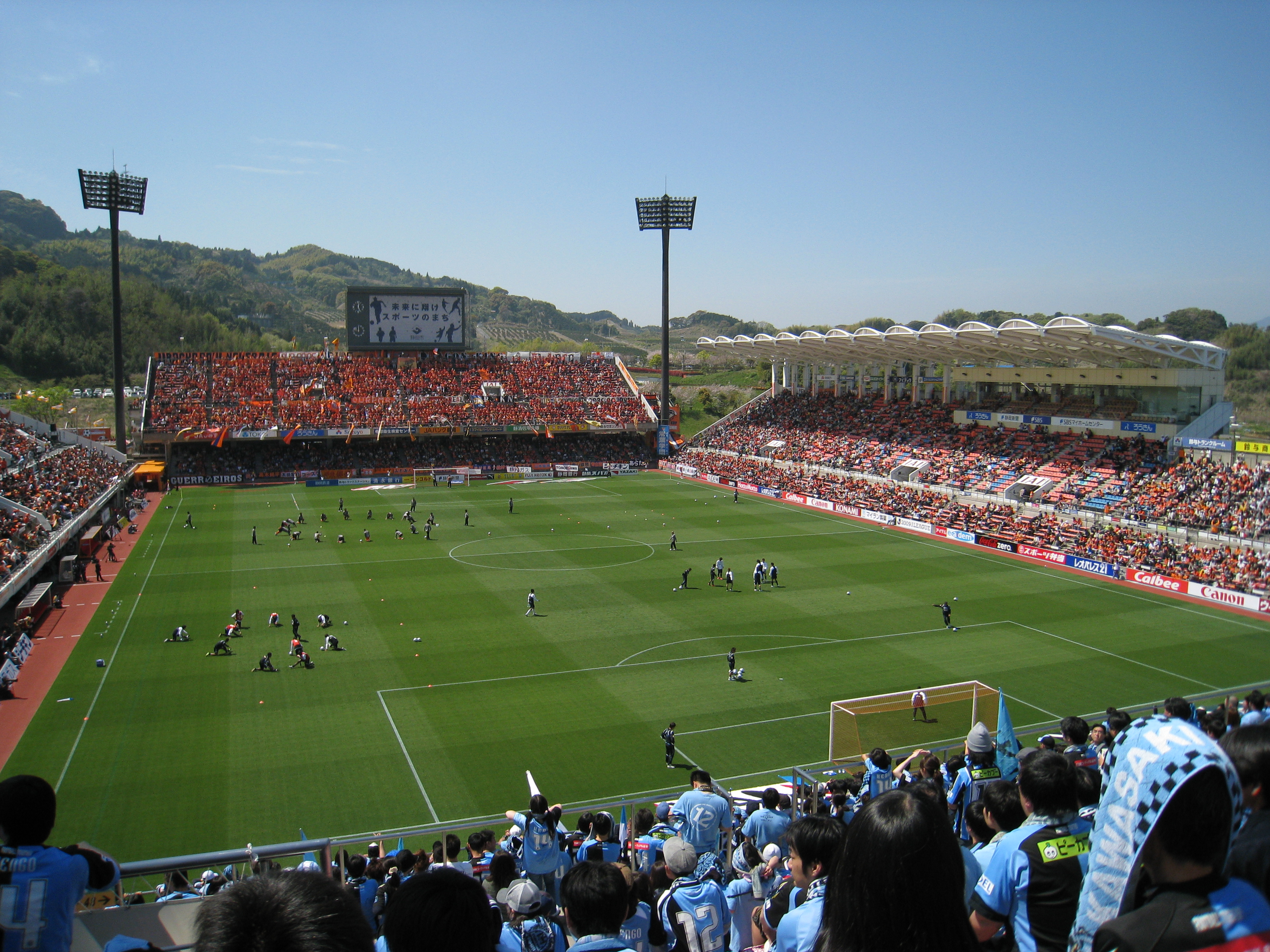
從作客球迷看台遠眺球場 （2009年）

## 外部鏈接
- 官方网站
- IAI日本平體育場的Facebook專頁
- 清水心跳體育場介紹 （页面存档备份，存于）
- 靜岡市體育振興課 （页面存档备份，存于） - IAI日本平體育場冠名權合作夥伴